# EuroHockey Nations Trophy (Halle, Herren) 2010
Die EuroHockey Nations Trophy (Halle, Herren) 2010 ist die siebte Auflage der Hallen-„B-EM“. Sie fand vom 15. bis 17. Januar in Posen, Polen statt. England und Schweiz stiegen in die „A-EM“ auf, und Portugal in die „C-EM“ ab.

## Vorrunde

### Gruppe A
| Rang | Land     | Tore | Punkte |
| ---- | -------- | ---- | ------ |
| 1    | England  | 15:4 | 7      |
| 2    | Schweiz  | 11:4 | 7      |
| 3    | Belarus  | 6:14 | 3      |
| 4    | Portugal | 5:15 | 0      |

| Schweiz  | – | Belarus | 2:1 |
| Portugal | – | England | 1:4 |
| Belarus  | – | England | 1:9 |
| Portugal | – | Schweiz | 1:7 |
| Schweiz  | – | England | 2:2 |
| Portugal | – | Belarus | 3:4 |

### Gruppe B
| Rang | Land       | Tore  | Punkte |
| ---- | ---------- | ----- | ------ |
| 1    | Polen      | 15:7  | 7      |
| 2    | Schweden   | 13:11 | 4      |
| 3    | Schottland | 9:11  | 4      |
| 4    | Slowakei   | 7:15  | 1      |

| Slowakei   | – | Schweden   | 3:6 |
| Polen      | – | Schottland | 5:2 |
| Schottland | – | Schweden   | 3:2 |
| Polen      | – | Slowakei   | 5:0 |
| Slowakei   | – | Schottland | 4:4 |
| Polen      | – | Schweden   | 5:5 |

## Platzierungsrunde

### Gruppe D
Die Gruppe wird aus den Gruppendritten und -vierten gebildet. Die Vorrundengegner spielen nicht erneut gegeneinander, das Ergebnis wird übernommen.
| Rang | Land       | Tore | Punkte |
| ---- | ---------- | ---- | ------ |
| 5    | Schottland | 14:9 | 7      |
| 6    | Belarus    | 9:11 | 4      |
| 7    | Slowakei   | 9:9  | 3      |
| 8    | Portugal   | 8:11 | 1      |

| Portugal | – | Slowakei   | 2:2 |
| Belarus  | – | Schottland | 2:5 |
| Portugal | – | Schottland | 3:5 |
| Belarus  | – | Slowakei   | 3:3 |

### Gruppe C
Die Gruppe wurde aus den Gruppenersten und -zweiten gebildet. Die Vorrundengegner spielen nicht erneut gegeneinander, das Ergebnis wird übernommen.
| Rang | Land     | Tore  | Punkte |
| ---- | -------- | ----- | ------ |
| 1    | England  | 8:6   | 4      |
| 2    | Schweiz  | 9:9   | 4      |
| 3    | Polen    | 9:9   | 4      |
| 4    | Schweden | 12:14 | 4      |

| Schweiz | – | Schweden | 3:5 |
| England | – | Polen    | 0:2 |
| Schweiz | – | Polen    | 4:2 |
| England | – | Schweden | 6:2 |

## Referenzen
- EHF-Archiv (PDF; 100 kB)